# Ehretia laevis
Ehretia laevis är en strävbladig växtart som först beskrevs av Johan Peter Rottler och George Don jr, och fick sitt nu gällande namn av William Roxburgh. Ehretia laevis ingår i släktet Ehretia och familjen strävbladiga växter. Utöver nominatformen finns också underarten E. l. timorensis.

## Bildgalleri

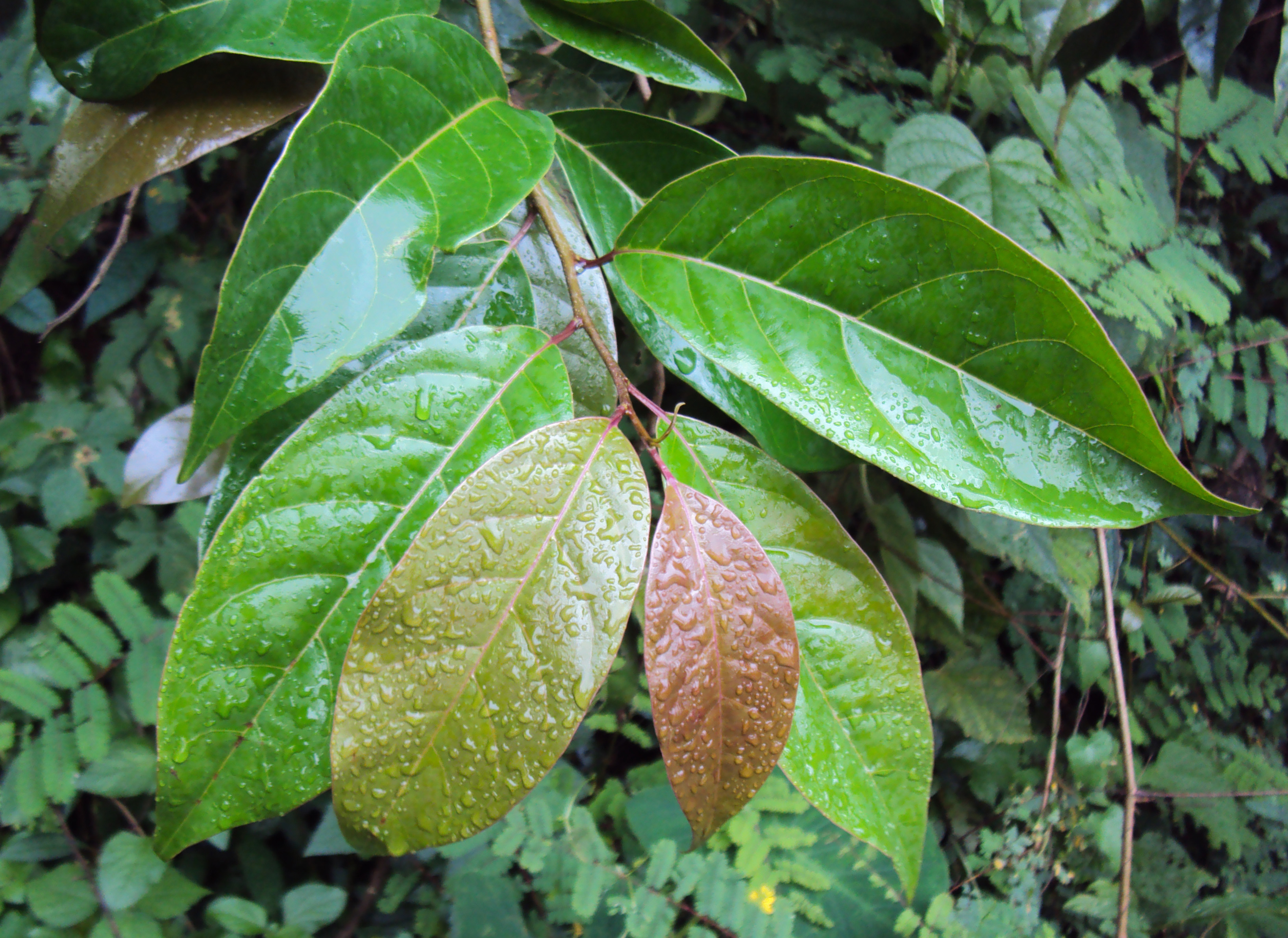
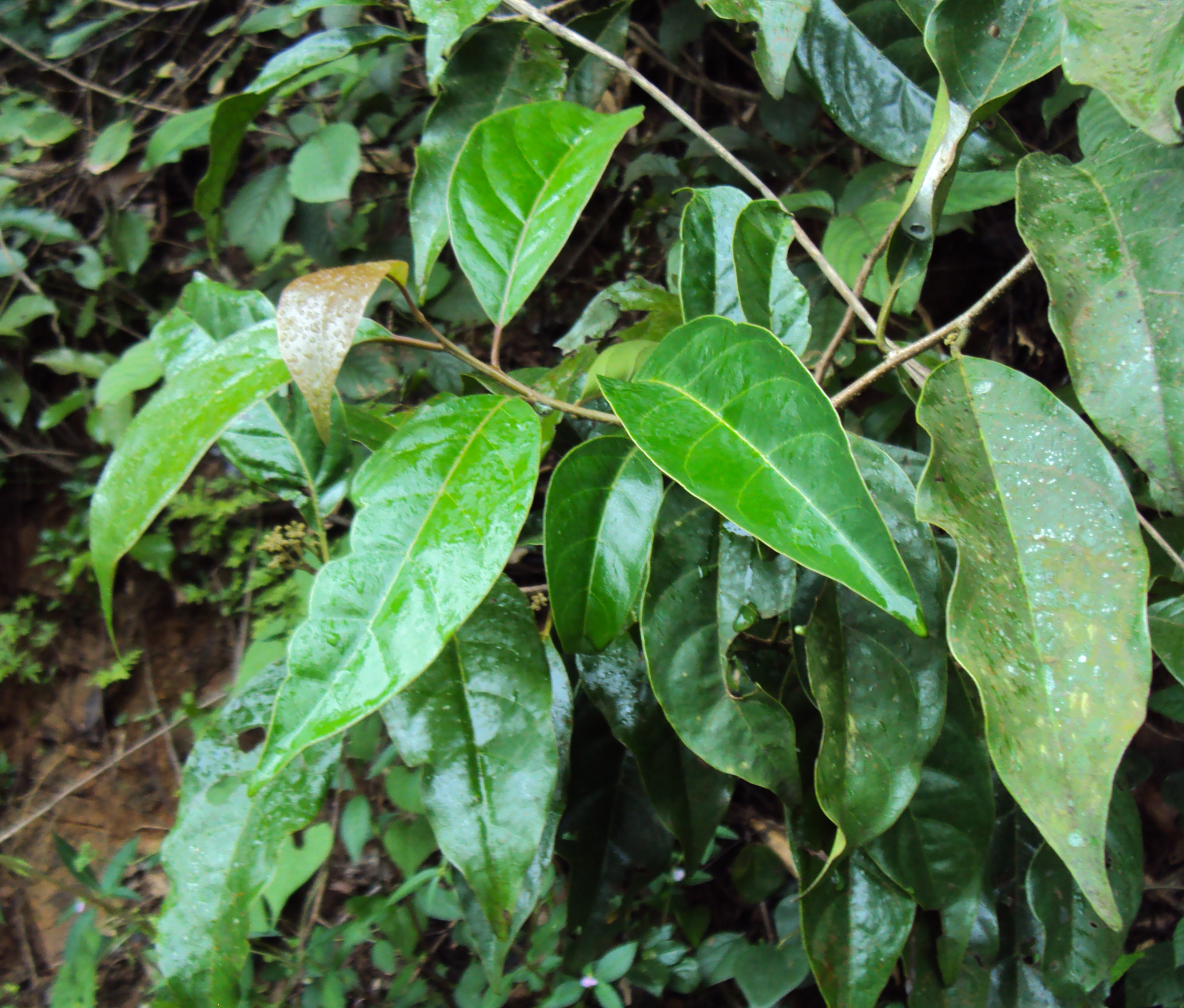
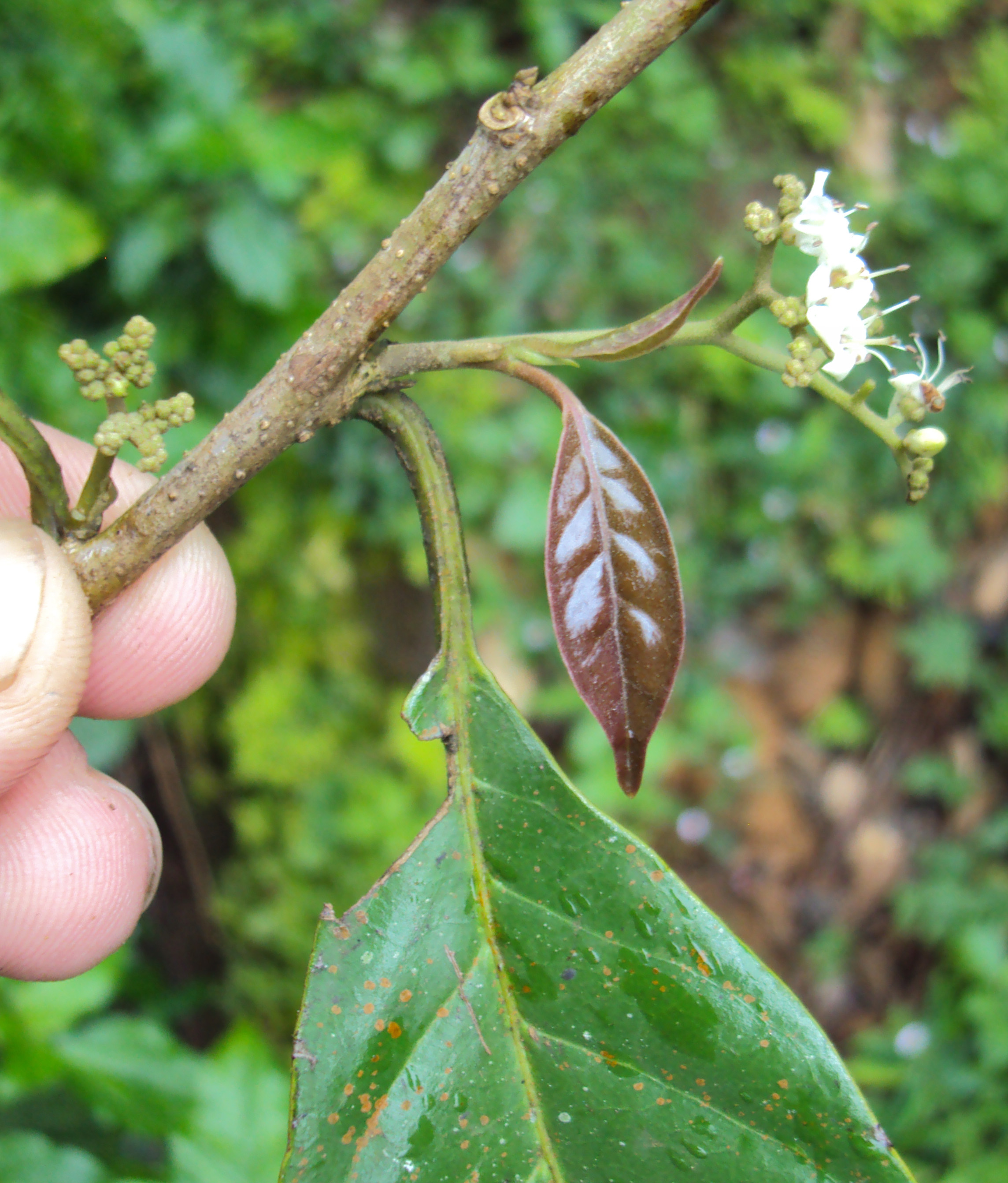
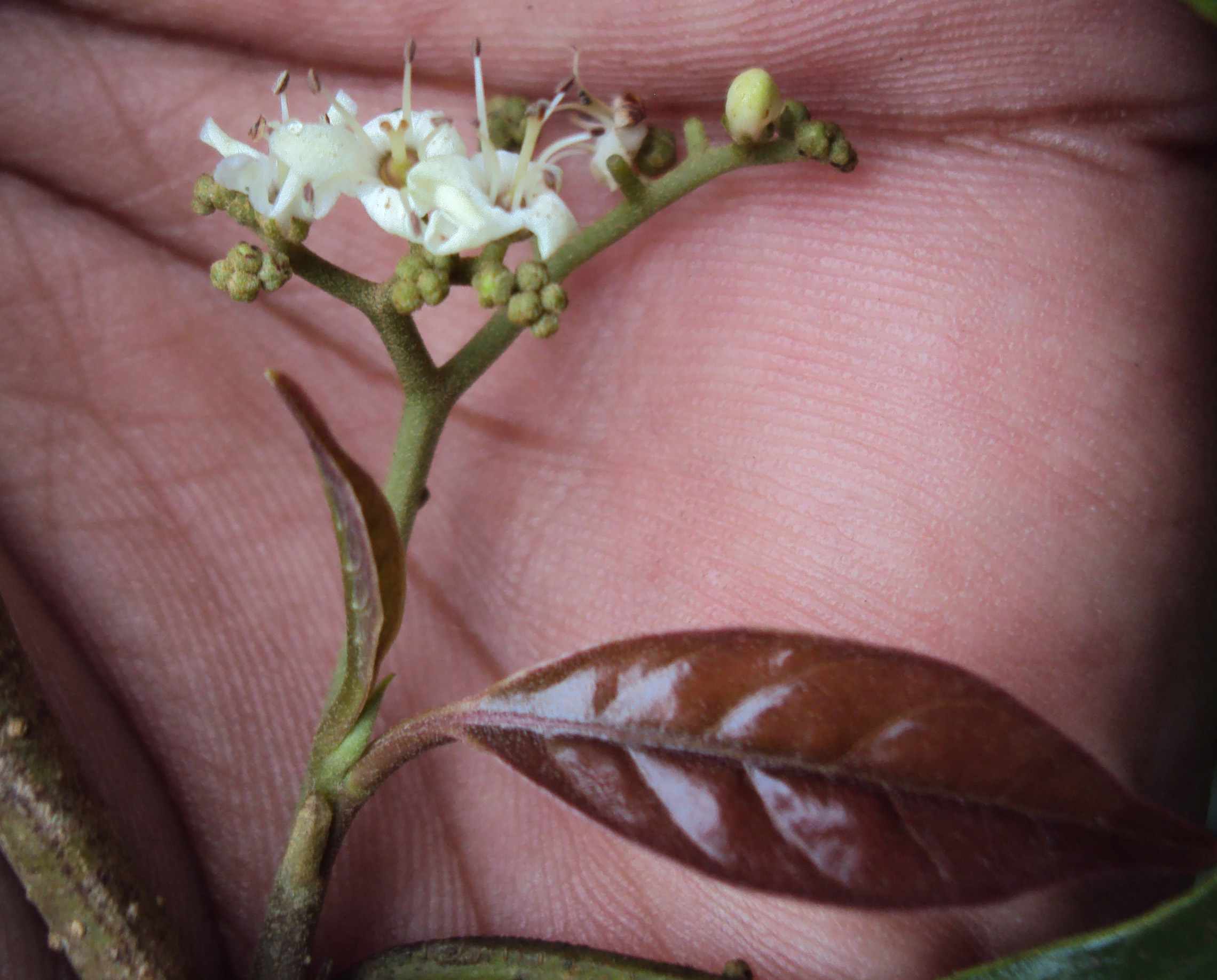
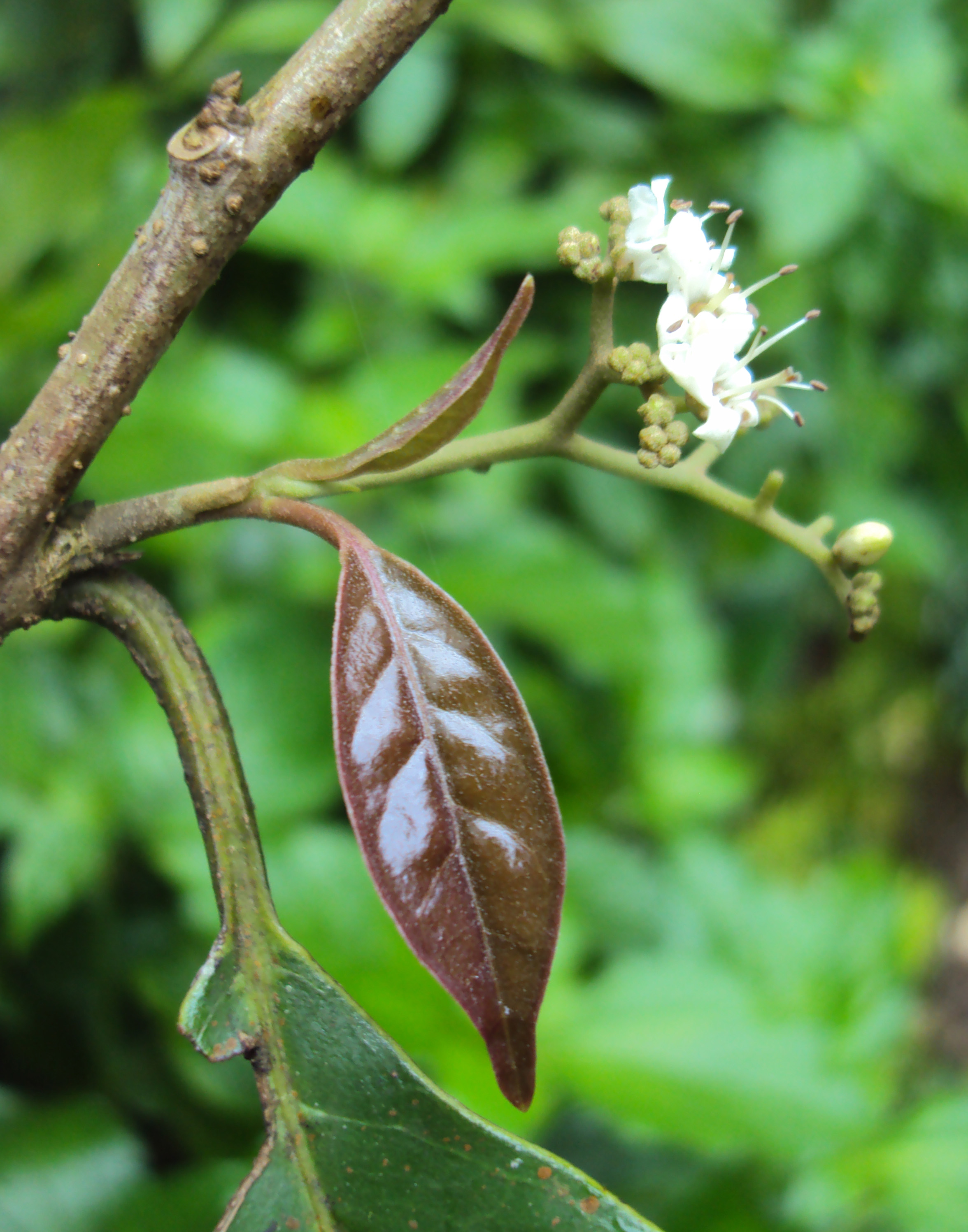
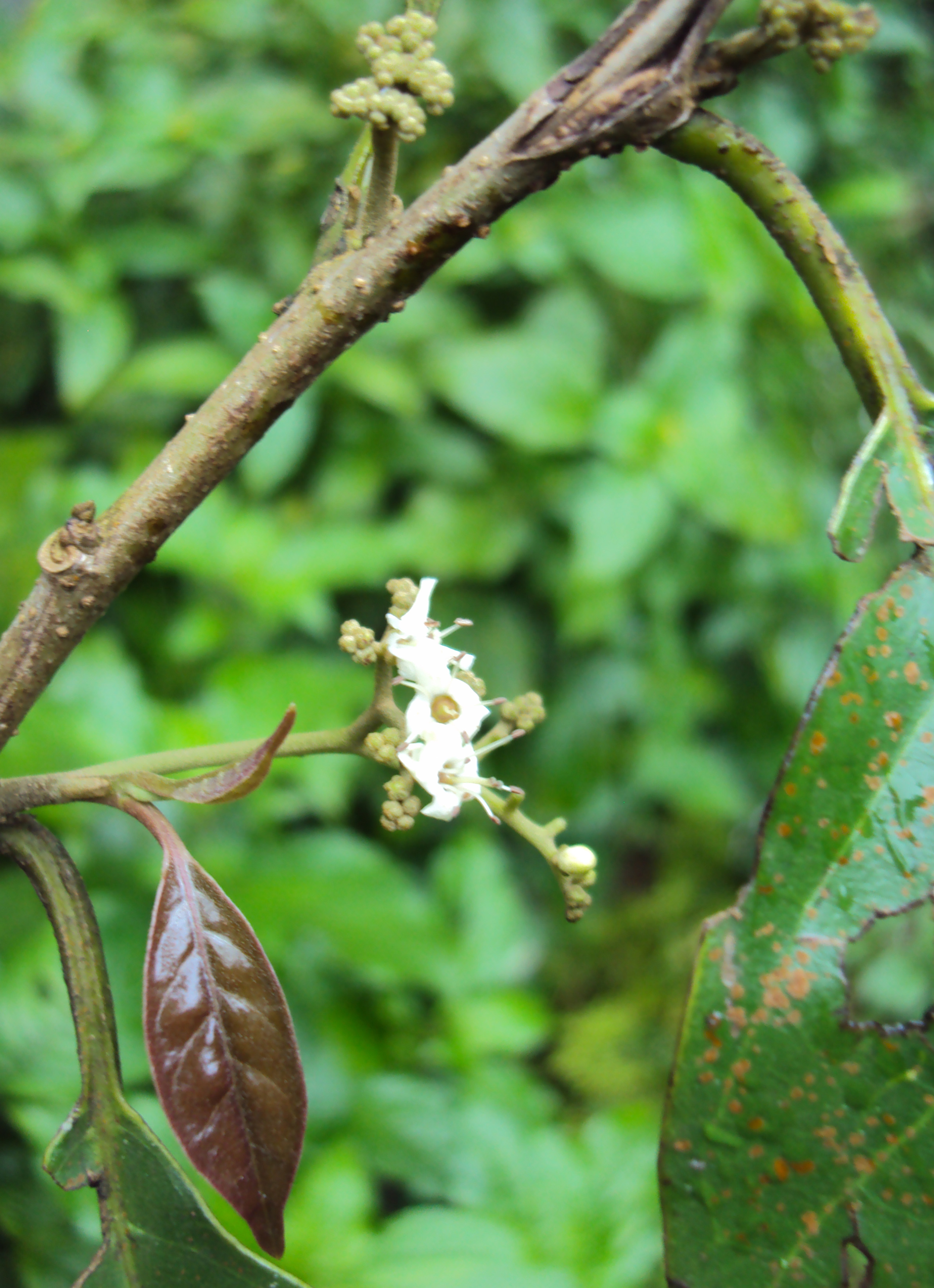